# Paweł Simplicjan
Paweł Simplicjan (Symplicjan), Paweł Simplicjan Prasneus (ur. ok. 1577 w Przasnyszu – zm. 1646 w Pułtusku), ksiądz, teolog, poeta.
Pochodził z Przasnysza, w 1601 był już księdzem. Przez pewien czas przebywał w Krakowie, następnie osiadł w Pułtusku, gdzie został spowiednikiem zakonnic oraz altarystą w kolegiacie. Utwory poetyckie przesycone obrazami agonii, śmierci, rozkładu. Najważniejsze dzieła: Szafarnia obroków duchownych (prawdopodobnie z 1599), Manelle Duchowne albo Porządek żywota Chrześcijańskiego... (1601), O dobrej i szczęśliwej śmierci (1608), Perła droga, to jest Żywot chrześcijański... (1611), Środki zbawienne do życia pobożnego i wiersz o różnicy życia światowego (1645), Wizerunek człowieka umierającego.